# Buddy Greco
Armando Joseph Greco, detto Buddy (Filadelfia, 14 agosto 1926 – Las Vegas, 10 gennaio 2017), è stato un cantante e pianista statunitense.
I suoi genitori erano originari di Ripabottoni (Molise).

## Discografia
- Buddy Greco at Mister Kelly's (Coral, 1956)
- Broadway Melodies (Kapp, 1956)
- My Buddy (Fontana, 1959)
- Let's Love (Epic, 1961)
- I Like It Swinging (Columbia, 1961)
- Songs for Swinging Losers (Epic, 1961)
- Buddy & Soul (Epic, 1962)
- Soft and Gentle (Epic, 1963)
- Buddy's Back in Town (Columbia, 1963)
- Sings for Intimate Moments with Dave Grusin (Epic, 1963)
- My Last Night in Rome (Epic, 1964)
- Modern Sounds of Hank Williams (Epic, 1964)
- Here's Buddy Greco (Vocalion, 1964)
- On Stage (Epic, 1964)
- From the Wrists Down (Epic, 1965)
- I Love a Piano (Columbia, 1965)
- Buddy Greco Sings and Plays with the Hollywood All Stars (Society, 1965)
- Big Band & Ballads (Reprise, 1966)
- Buddy's in a Brand New Bag (Reprise, 1966)
- Away We Go! (Reprise, 1966)
- Let the Sunshine In (Scepter, 1969)
- It's My Life (Pye, 1972)
- Movin' On (Pye, 1973)
- Buddy Greco Live (Pye, 1974)
- For Once in My Life (Project 3, 1979)
- Live at the Sands (Picc-a-Dilly, 1980)
- Hot Nights (Applause, 1982)
- Ready for Your Love (Bainbridge, 1984)
- Movin' On (USA Music, 1989)
- It's Magic (Prestige, 1990)
- 'Round Midnight (Bay Cities, 1992)
- Route 66 (Celebrity, 1994)
- In Style (Camden, 1996)
- Jazz Grooves (Candid, 1998)